# Bimini Road

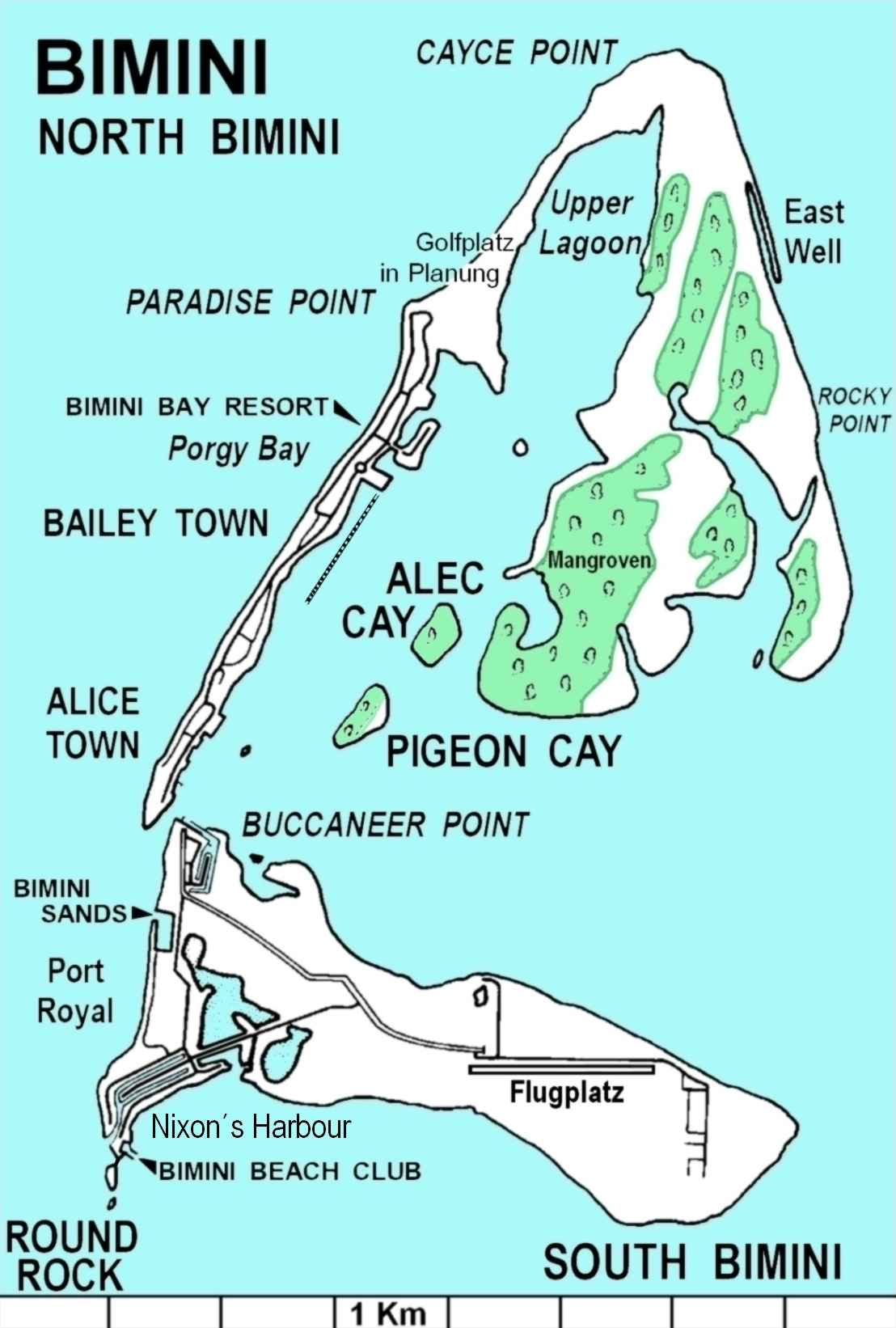
Die sogenannte Bimini Road befindet sich im Nordwesten von North Bimini, im Flachwasser vor der heutigen Küste.

Die so genannte Bimini Road, auch als Bimini Wall bekannt geworden, ist eine ca. 800 m lange Struktur aus Kalksteinblöcken im Flachwasser vor der heutigen Westküste der zu den Bahamas gehörenden Insel North Bimini.

## Geschichte
1957 wurde der franko-amerikanische Erfinder Dimitri Rebikoff, ein Pionier in der Entwicklung von Unterwassertechnik, bei einem Besuch in Bimini von ortsansässigen Fischern auf große Steinquader aufmerksam gemacht, die sich in den Küstengewässern im Westen von North Bimini vor dem Paradise Point befinden.
Rebikoff war der erste, der einen nicht natürlichen Ursprung dieser Struktur vermutete. Popularisiert wurde diese Annahme im September 1968 durch den Meeresbiologen und Cayce-Anhänger Joseph Manson Valentine, der die Formation, die nun den Namen Bimini Road erhielt, auf seiner Suche nach Relikten von Atlantis gemeinsam mit Robert Angove sowie mit dem Apnoetaucher Jacques Mayol untersuchte und zu einem Thema für die Medien machte.

## Wissenschaftliche Bewertung
In der fachwissenschaftlichen Diskussion stieß die Annahme, bei der Struktur am Paradise Point handele es sich um eine von Menschen gemachte Anlage, von Anfang an auf Ablehnung. So ist wissenschaftlicher Konsens in der Altamerikanistik, dass die Bahamas erst ab dem 4. Jahrhundert n. Chr. von den Lucayan-Arawaken besiedelt worden sind.
Aus geologischer Sicht wurden die Steine als klassische, kissenförmige Beachrock-Neubildung im Rahmen einer natürlichen geologischen Formation gedeutet, also als Geofakt. Zu diesem Schluss kamen vier Teams von Fachwissenschaftlern bei Untersuchungen, die zwischen 1971 und 1980 vorgenommen wurden. Exponiertester Verfechter dieser Auffassung ist der Geologe Eugene A. Shinn, der in den 1970er Jahren eine Untersuchung des Objekts im Auftrag des U.S. Geological Survey leitete.

## Alternative Deutungen
Im Bereich der Parawissenschaften wurde die Validität der Geofakt-These stets infrage gestellt, insbesondere aber die Qualität der Arbeiten Shinns, die schon früh vorsichtig hinterfragt wurde und später auf weitere Kritik stieß. Vielmehr wird eine menschengemachte Herkunft angenommen und die Strukturen beispielsweise als Überreste einer Straße, eines Walls oder einer Hafenanlage gedeutet.